# Dryoscopus senegalensis
Dryoscopus senegalensis là một loài chim trong họ Malaconotidae.